# Split Your Lip
Split Your Lip är musikgruppen Hardcore Superstars åttonde studioalbum, släppt den 26 november 2010.

## Låtlista
1. "Sadistic Girls" – 4:06
2. "Guestlist" – 4:02
3. "Last Call For Alcohol" – 3:24
4. "Split Your Lip" – 3:19
5. "Moonshine" – 3:57
6. "Here Comes That Sick Bitch" – 3:21
7. "What Did I Do" – 3:51
8. "Bully" – 3:28
9. "Won't Go To Heaven" – 3:04
10. "Honeymoon" – 3:28
11. "Run To Your Mama" – 4:58
12. "Lovin' The Dead" – 4:07

## Musiker
- Jocke Berg – sång
- Martin Sandvik – bas
- Magnus "Adde" Andreasson – trummor
- Vic Zino – gitarr